# História da engenharia química
A engenharia química como disciplina foi desenvolvida a partir da prática da "química industrial" no final do século XIX. Antes da Revolução Industrial, no século XVIII, produtos químicos industriais e outros produtos de consumo, tais como sabão, eram produzidos principalmente por meio de produção em lote. A produção em lote é intensiva em mão de obra, na qual indivíduos misturam quantidades pré-determinadas de ingredientes em um reator e condicionam a mistura resultante a frio, calor ou pressão por um intervalo de tempo predefinido. O produto pode então ser isolado, purificado e testado para alcançar os requisitos de venda. Graças à aplicação de técnicas de engenharia química durante o desenvolvimento do processo de manufatura, um maior volume de produtos químicos passou a ser produzido através de processos químicos em linha de montagem contínua.
A Revolução Industrial marcou a mudança da produção em lote para a contínua, e hoje as commodities químicas e petroquímicas são predominantemente produzidas de maneira contínua, com a produção em lote sendo realizada apenas para produtos de maior valor, como intermediários farmacêuticos, químicos finos, especialidades químicas e elaboradas (como perfumes e tintas) ou na manufatura alimentícia (como xaropes de bordo puro), nos quais ainda há perspectiva de lucro mesmo com os métodos de produção em lote sendo mais lentos e ineficientes em termos de trabalho e uso de equipamentos.

## Origem
A Revolução Industrial levou a uma escalada sem precedentes na demanda — tanto em termos de quantidade quanto em qualidade — de matérias-primas químicas. Com isso, as atividade e eficiência operacionais tiveram de ser ampliadas, e alternativas para o processamento em lote, como a operação contínua, tiveram de ser desenvolvidas.
A química industrial já estava sendo praticada em meados de 1800, mas não foi até a década de 1880 que os elementos de engenharia necessários para o controle de processos químicos foram sendo reconhecidos como uma atividade profissional distinta. Foi no Reino Unido que a engenharia química foi estabelecida como profissão pela primeira vez, quando o primeiro curso de engenharia química foi lecionado na Universidade de Manchester, em 1887, por George E. Davis, na forma de doze palestras abordando diversos aspectos da prática industrial química. Como consequência, George E. Davis é considerado o primeiro engenheiro químico do mundo.
Em 1880, a primeira tentativa de se formar uma Sociedade de Engenheiros Químicos foi feita em Londres. Eventualmente, isso resultou na formação da Sociedade da Indústria Química, em 1881. O Instituto Americano de Engenheiros Químicos (AIChE) foi fundado em 1908, e a Instituição de Engenheiros Químicos (IChemE), em 1922, no Reino Unido. Alguns outros países também possuem sociedades de engenharia química ou seções em sociedades de engenharia ou de químicas, mas o AIChE e IChemE permanecem sendo as mais importantes em número e propagação internacional: ambos estão abertos para profissionais ou estudantes devidamente qualificados de qualquer lugar do mundo.

## Definições
Para os outros ramos bem-estabelecidos da engenharia, já havia associações comumente feitas: engenharia mecânica era associada a máquinas, engenharia elétrica era associada a circuitos e engenharia civil, a estruturas. Assim, a engenharia química pode ser associada à produção de compostos químicos.

### Operação unitária
Segundo um aconselhamento da empresa de consultoria Arthur D. Little ao presidente do Instituto de Tecnologia de Massachusetts (MIT), engenheiros químicos deveriam enfatizar sua abordagem ao desenho e análise de processos, em vez de a um processo ou a um produto. específico O conceito de operações unitárias foi desenvolvido para enfatizar a unidade subjacente entre operações aparentemente diferentes. Por exemplo, os princípios empregados na separação de água e álcool em um fermentador são os mesmos que os empregados na separação de gasolina e diesel em uma refinaria, desde que a base de separação seja a vaporização de um composto diferente daquele no líquido restante. Portanto, tais processos de separação podem ser estudados em conjunto, como uma operação unitária (nesse caso, chamada de destilação). Esse conceito deu base à profissão enquanto ela se estabelecia, e é inclusive utilizado para compreender a maneira como o corpo humano funciona.

### Processos unitários
No início do século XX, um conceito paralelo chamado processo unitário foi utilizado para classificar os processos reativos. Assim, oxidações, reduções, alquilações, etc., formaram processos unitários separados, sendo então estudados como tal. Isso era natural, considerando a estreita afinidade entre a engenharia química e a química industrial durante sua criação. Gradualmente, no entanto, o estudo do cálculo de reatores foi substituindo o conceito do processo unitário, no qual o conhecimento de características como cinética química, termodinâmica, natureza simples ou multifásica, etc. são mais importantes que as espécies químicas e ligações envolvidas. O surgimento do cálculo de reatores como disciplina marcou a dissociação completa entre engenharia química e química industrial, servindo para cementar as particularidades da profissão.